# みずほリース
みずほリース株式会社（英文名称：Mizuho Leasing Company, Limited）は、東京都港区虎ノ門に本社を置く大手総合リース会社で、みずほフィナンシャルグループの持分法適用関連会社。
丸紅と提携。

## 沿革
- 1969年（昭和44年）12月 - 日本興業銀行（現在のみずほ銀行）が中心となり株式会社パシフィックリースを設立。
- 1981年（昭和56年）11月 - 興銀リース株式会社に商号変更。
- 2004年（平成16年）10月 - 東証2部に上場。
- 2005年（平成17年）9月 - 東証1部に指定替え。
- 2015年（平成27年）
  - 4月 - 日産リースを吸収合併。
  - 9月 - 東日本リースの全株式を譲渡。
- 2018年（平成31年）3月 - みずほ銀行を引受先とする第三者割当増資（既存株主からの市場外取引）により、同行の出資比率がそれまでの3.81%から23.03%となる。
- 2019年（平成31年・令和元年）
  - 3月 - 丸紅の子会社のエムジーリース（現・みずほ丸紅リース）の株式50％を取得し、リース・ファイナンス事業において提携。
  - 3月 - みずほフィナンシャルグループの持分法適用関連会社となる。
  - 10月 - みずほリース株式会社に商号変更[1]。
- 2020年（令和2年）
  - 3月 - 米国の大手航空機リース会社Aircastle Limitedの持分を丸紅と共同で取得し持分法適用関連会社化（持分比率25％）。
  - 3月 - 米国の冷凍・冷蔵トレーラーリース・レンタル事業会社PLM Fleet, LLCの持分50％を丸紅から取得し持分法適用関連会社化。
  - 4月 - リコーリースの株式を取得し、持分法適用関連会社化。

## 事業所所在地
- 本社 - 東京都港区虎ノ門一丁目2番6号
- 支店・営業部
  - 札幌支店 - 北海道札幌市中央区北1条西5丁目2
  - 仙台支店 - 宮城県仙台市青葉区一番町2-4-1 読売仙台一番町ビル
  - 大宮支店 - 埼玉県さいたま市大宮区宮町2-96-1 三井生命大宮宮町ビル
  - 新潟支店 - 新潟県新潟市中央区西堀通六番町866 NEXT21
  - 富山支店 - 富山県富山市桜橋通り5-13
  - 静岡支店 - 静岡県静岡市葵区御幸町5-9 静岡フコク生命ビル
  - 名古屋支店 - 愛知県名古屋市中区錦1-11-11 名古屋インターシティ
  - 京都支店 - 京都府京都市中京区烏丸通錦小路上ル手洗水町659番地 烏丸中央ビル
  - 大阪営業部 - 大阪府大阪市中央区高麗橋4-1-1 大阪興銀ビル4F
  - 神戸支店 - 兵庫県神戸市中央区京町69番 三宮第一生命ビルディング
  - 広島支店 - 広島県広島市中区紙屋町2-1-22　広島興銀ビル４Ｆ
  - 高松支店 - 香川県高松市番町1-6-8
  - 福岡支店 - 福岡県福岡市中央区天神1-13-2

## 主な子会社・関連会社
括弧内は出資比率。所在地が記載されていない会社はみずほリース本社ビル内に本社を構えている。
- みずほ東芝リース株式会社 (90%、東芝グループ系)
- 第一リース株式会社 (90%、元第一生命系)
- ユニバーサルリース株式会社 (90%、元山九系) - 東京都中央区勝どき6-5-3
- みずほ丸紅リース株式会社（50%、丸紅との共同出資、旧：エムジーリース株式会社） - 東京都千代田区一ツ橋2-1-1
- みずほオートリース株式会社 (100%、元セゾン系企業から買収した自動車リース関連事業を手掛けた旧セゾンオートシステムを吸収合併)
- エムエル・エステート株式会社 （100%、そのうち間接出資60%）
- エムエル商事株式会社 (100%)
- エムエル・オフィスサービス株式会社 (100%)